# (13157) Searfoss
(13157) Searfoss est un astéroïde de la ceinture principale.

## Description
(13157) Searfoss est un astéroïde de la ceinture principale. Il fut découvert le 15 octobre 1995 à Kitt Peak par le projet Spacewatch. Il présente une orbite caractérisée par un demi-grand axe de 2,22 UA, une excentricité de 0,05 et une inclinaison de 3,3° par rapport à l'écliptique.

## Compléments